# Дружина (река)
Дружи́на (якут. Дружина) — река в Абыйском улусе Якутии, левый приток Индигирки. Длина реки — 199 км. Площадь водосборного бассейна — 1360 км².
Река берёт начало на Абыйской низменности. Согласно Государственному водному реестру, вытекает из озера Улахан-Кюёль. Судя по Яндекс картам, берёт начало из безымянного озера на высоте более 47 м над уровнем моря. Течёт преимущественно на восток и северо-восток по лесотундре. Река Дружина сильно меандрирует. В бассейне большое число озёр, через многие она протекает (Бутумах и др.). Впадает в Индигирку по левому берегу на отметке ниже 24 м над уровнем моря, в 679 км от устья Индигирки, ниже впадения в неё Селенняха. При устье ранее существовало село Дружина. Ширина перед устьем — 32 м при глубине 1,2 м; скорость течения в низовьях составляет 0,4 м/с. Замерзает c октября, вскрывается в конце мая — начале июня. Населённые пункты на реке отсутствуют. Значительных притоков не имеет.

## Данные водного реестра
По данным государственного водного реестра России и геоинформационной системы водохозяйственного районирования территории РФ, подготовленной Федеральным агентством водных ресурсов:
- Бассейновый округ — Ленский
- Речной бассейн — Индигирка
- Речной подбассейн — нет
- Водохозяйственный участок — Индигирка от впадения Момы до водомерного поста Белая Гора
- Код водного объекта — 18050000312117700059954